# ستيفن كراشين
ستيفن كراشين (بالإنجليزية: Stephen Krashen)‏ (مواليد 14 مايو 1941) لسانيّ وباحث تربويّ وناشط سياسيّ أمريكي، وهو أستاذ فخري بجامعة كاليفورنيا الجنوبية،  انتقل من قسم اللسانيات إلى كلية التربية في عام 1994.

## أعماله
حصل ستيفن كراشين على درجة الدكتوراه في اللسانيات من جامعة كاليفورنيا (لوس أنجلوس) عام 1972.  لدى كراشين أكثر من 486 منشورًا، في مجالات اكتساب اللغة الثانية والتعليم ثنائي اللغة والقراءة.  يشتهر بتقديم فرضيات مختلفة تتعلق باكتساب اللغة الثانية، بما في ذلك فرضية اكتساب التعلم، وفرضية الإدخال، وفرضية المراقبة، والمرشح العاطفي، وفرضية الترتيب الطبيعي.  في الآونة الأخيرة، شجّع كراشين على استخدام القراءة العامة أثناء اكتساب اللغة الثانية، والتي يقول إنها «أقوى أداة لدينا في تعليم اللغة». 

## الجوائز
- 1985: جائزة (Pimsleur)، التي قدمها المجلس الأمريكي لمدرسي اللغات الأجنبية لأفضل مقال منشور
- 1986: تم اختيار ورقته البحثية (Lateralisation, language learning and the critical period) كفئة اقتباس بواسطة المحتويات الحالية
- 1993: تم تكريم العرض التقديمي المتميز المتعلق بمراكز وسائط المكتبات المدرسية من قبل محرري وسائل الإعلام السنوية لمكتبة المدرسة
- 1982: جائزة (Mildenberger)، عن كتابه المُعنون بـ(Second Language Acquisition and Second Language Learning)
- 2005: تم إدخال كراشين في قاعة مشاهير القراءة التابعة لاتحاد القراءة الدولي. [6]
- 2005: انتخب في المجلس التنفيذي للجمعية الوطنية للتعليم ثنائي اللغة. [7] [8]

## نشاطه المرتبط بالسياسة التعليمية
نظرًا لأن سياسة التعليم في ولاية كاليفورنيا، مسقط رأسه، أصبحت معادية بشكل متزايد للثنائية اللغة، فقد استجاب ببحث ينتقد السياسات الجديدة، والخطابات العامة، ورسائل مكتوبة إلى محرري الصحف. خلال الحملة لسن قانون تعليم ثنائي اللغة في كاليفورنيا في عام 1998، والمعروف باسم الاقتراح 227، قام كراشين بحملات هجومية في المنتديات العامة والبرامج الحوارية الإعلامية، وأجرى العديد من المقابلات مع الصحفيين الذين يكتبون حول هذا الموضوع. بعد ظهور حملات تعليمية أخرى مناهضة للغة ثنائية اللغة ومحاولات لسن سياسات تعليم لغة رجعية في جميع أنحاء البلاد، بحلول عام 2006، كان من المقدر أن كراشين قد أرسل أكثر من 1000 رسالة إلى المحررين.
في مقال نشرته صحيفة (New Times LA) في لوس أنجلوس على الصفحة الأولى قبل أسبوع واحد فقط من التصويت على الاقتراح 227، كتبت جيل ستيوارت مقالًا مُهاجما بعنوان (Krashen Burn) وصفت فيه كراشين بأنه مرتبط بالمصالح المالية «بملايين الدولارات» في صناعة التعليم ثنائي اللغة.  تحدثت ستيوارت بشكل نقدي عن نموذج تعليم كراشين ثنائي اللغة.